# ديفون الشرقية (دائرة انتخابية في المملكة المتحدة)
ديفون الشرقية (بالإنجليزية: East Devon)‏ هي إحدى الدوائر الانتخابية في المملكة المتحدة الممثلة في مجلس العموم في برلمان المملكة المتحدة.
عضو البرلمان الذي يمثلها حالياً هو :Mr Hugo Swire (Con).